# João de Noronha (alcaide-mor)

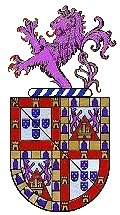
Brasão de Armas da família Noronha.

D. João de Noronha “o Velho” (1410 -?) foi um nobre do Reino de Portugal, alcaide-mor de Óbidos, morreu assassinado por seu genro, Gonçalo Vaz Coutinho, que já havia assassinado a sua primeira mulher e que, por estes crimes, foi degolado em Santarém. 

## Relações familiares
Foi o 1.º filho de Pedro de Noronha (1379 - 12 de Agosto de 1452), Arcebispo de Lisboa e de D. Branca Dias Perestrelo (1390 -?), tendo sido legitimado por carta real datada de 13 de Agosto de 1444. 
Casou por duas vezes, a primeira em 1443, com D. Filipa de Castro, filha de Álvaro Gonçalves de Ataíde, Conde de Atouguia, e aio Do rei D. Afonso V de Portugal, de quem recebeu o título em 1448, por Carta de 17 de Dezembro do dito ano, e Conselho e Governador da Casa do Infante D. Pedro e Alcaide do Castelo de Monforte do Rio Livre e de D. Guiomar de Castro, sua mulher. O segundo casamento foi com Mécia de Sequeira. 
Do 1º casamento teve: 
1. D. João de Noronha (1440 -?) casado com Isabel de Meneses.
2. D. Sancho de Noronha casado com Guiomar Correia.
3. D. Joana de Castro casado com Gonçalo Vaz Coutinho.

Do 2º casamento não teve filhos.